# Родріго Рікельме
Родріго Рікельме Рече (ісп. Rodrigo Riquelme Reche; нар. 2 квітня 2000) — іспанський футболіст, вінгер клубу «Атлетіко» (Мадрид) та збірної Іспанії.

## Клубна кар'єра
Уродженець Мадрида, Рікельме грав за юнацькі команди клубів «Реал» Сарагоса та «Райо Вальєкано», поки не став гравцем футбольної академії «Атлетіко» (Мадрид) у 2010 році у віці 10 років.

### «Атлетіко Мадрид»
16 березня 2019 року дебютував у складі «Атлетіко Мадрид B» у матчі іспанської Сегунди B проти «Понферрадіни».
1 вересня 2019 року дебютував в основному складі «Атлетіко Мадрид» у матчі іспанської Прімери проти «Ейбара», вийшовши на заміну Тома Лемару.

### «Борнмут»
1 жовтня 2020 на сезон на правах оренди був відданий в «Борнмут» з правом викупу. Дебютував у матчі проти «Кардіфф Сіті», вийшовши на заміну. Свій перший гол за «Борнмут» забив 31 жовтня у матчі проти «Дербі Каунті».

### «Мірандес»
30 серпня на правах оренди на сезон 2021/22 приєднався до клубу «Мірандес». За підсумками сезону 2021/22, став найкращим асистентом Сегунди.

### «Жирона»
1 серпня 2022 року Рікельме був відданий в оренду на один рік до вищої команди «Жирони» після продовження контракту з «Атлетіко» до 2028 року.

## Кар'єра в збірній
10 листопада 2023 року був вперше викликаний до основної збірної Іспанії для участі в матчах відбіркового турніру до чемпіонату Європи 2024 року проти збірних Кіпру і Грузії. 16 листопада дебютував у збірній Іспанії в матчі проти Кіпру, вийшовши на заміну Мікелю Оярсабалю.

## Статистика виступів

### Міжнародна статистика
Станом на 22 листопада 2023
| Збірна            | Сезон             | Товариські | Товариські | Офіційні | Офіційні | Всього | Всього |
| Збірна            | Сезон             | Ігри       | Голи       | Ігри     | Голи     | Ігри   | Голи   |
| ----------------- | ----------------- | ---------- | ---------- | -------- | -------- | ------ | ------ |
| Іспанія           |                   |            |            |          |          |        |        |
| 2023              | 0                 | 0          | 2          | 0        | 2        | 0      |        |
| Всього за кар'єру | Всього за кар'єру | 0          | 0          | 2        | 0        | 2      | 0      |

### Матчі за збірну
Станом на 22 листопада 2023
| Матчі Родріго Рікельме за збірну Іспанії | Матчі Родріго Рікельме за збірну Іспанії | Матчі Родріго Рікельме за збірну Іспанії | Матчі Родріго Рікельме за збірну Іспанії | Матчі Родріго Рікельме за збірну Іспанії | Матчі Родріго Рікельме за збірну Іспанії | Матчі Родріго Рікельме за збірну Іспанії | Матчі Родріго Рікельме за збірну Іспанії |
| №                                        | Дата                                     | Суперник                                 | Рахунок                                  | Голи                                     | Картки                                   | Хвилини                                  | Змагання                                 |
| ---------------------------------------- | ---------------------------------------- | ---------------------------------------- | ---------------------------------------- | ---------------------------------------- | ---------------------------------------- | ---------------------------------------- | ---------------------------------------- |
| 1                                        | 16 листопада 2023                        | Кіпр                                     | 3:1                                      |                                          | 82'                                      | 50'                                      | Відбіркові матчі ЧЄ-2024                 |
| 2                                        | 19 листопада 2023                        | Грузія                                   | 3:1                                      |                                          |                                          | 4'                                       | Відбіркові матчі ЧЄ-2024                 |

Всього: 2 матчі / 0 голів; 2 перемоги, 0 нічиїх, 0 поразок.